# Pyry Soiri
Pyry Soiri (Ekenäs, 22 september 1994) is een Fins voetballer die bij voorkeur als rechtsbuiten speelt. Hij tekende in de zomer van 2018 een contract bij Admira Wacker dat hem overnam van Sjachtjor Salihorsk. Soiri komt sedert 2017 uit voor de Finse nationale ploeg.

## Clubcarrière
Soiri begon te voetballen bij Pallo-Pojat Juniorit en verhuisde als 15-jarige naar MyPa-47 Anjalankoski. In 2011 maakte hij de overstap naar het eerste elftal en mocht vervolgens op 20 januari 2012 zijn debuut maken in de eerste ploeg. In de bekerwedstrijd tegen HJK Helsinki kwam hij negen minuten voor tijd Ville Saxman vervangen. Op 19 april 2012 maakte Soiri zijn debuut in de hoogste Finse afdeling in de wedstrijd tegen FF Jaro toen hij een minuut voor tijd Niko Kukka kwam vervangen.
In juni 2012 werd Soiri voor slechts twee wedstrijden uitgeleend aan Järvenpään Palloseura om vervolgens verhuurd te worden aan KTP Kotka.
In het seizoen 2013 werd Soiri vast opgenomen in de eerste ploeg van MyPa-47 Anjalankoski en speelde uiteindelijk 23 van de 33 wedstrijden. Zijn eerste competitiedoelpunt scoorde Soiri op 16 september 2013 in de met 2–3 verloren wedstrijd tegen IFK Mariehamn. Op 3 juli 2014 maakte Soiri zijn Europees debuut in de kwalificatiewedstrijd van de Europa League tegen ÍF Fuglafjørður. Een Europees parcours die een einde kende in de volgende ronde door uitschakeling van Dinamo Minsk. 
Bij het begin van seizoen 2015 verhuisde Soiri naar VPS Vaasa. Begin 2017 ging Soiri over naar Sjachtjor Salihorsk. In april 2018 werd Sergey Tashuev trainer en gaf andere spelers de voorkeur. Soiri kwam minder aan spelen toe en tekende in augustus 2018 een contract bij Admira Wacker. Op 12 augustus 2018 maakte Soiri zijn debuut in de Bundesliga in de met 0–1 verloren wedstrijd tegen LASK. Een kwartier voor tijd kwam hij Dominik Starkl vervangen.

## Interlandcarrière
Op 9 oktober 2013 speelde Soiri voor het eerst voor een nationale jeugdploeg. Soiri mocht starten in de vriendschappelijke interland tegen Zweden. Hoewel de wedstrijd met 1–2 werd verloren was de wedstrijd voor Soiri een succes. Hij scoorde de enige Finse goal. Op 6 oktober 2017 maakte Soiri zijn debuut bij de eerste ploeg van Finland. Van bondscoach Markku Kanerva mocht hij tien minuten voor tijd invallen in de kwalificatiewedstrijd voor het WK 2018 tegen Kroatië. Tien minuten voor tijd stond het 1–0 in het voordeel van Kroatië na een doelpunt van Mario Mandžukić. In de laatste minuut van de wedstrijd slaagde Soiri erin om gelijk te maken na een assist van Niklas Moisander.
1 Hrádecký ·
2 Arajuuri ·
3 O'Shaughnessy ·
4 Toivio ·
5 Väisänen ·
6 Kamara ·
7 Taylor ·
8 Lod ·
9 Jensen ·
10 Pukki ·
11 Schüller ·
12 Joronen ·
13 Soiri ·
14 Sparv  ·
15 Hämäläinen ·
16 Lam ·
17 Alho ·
18 Uronen ·
19 Kauko ·
20 Pohjanpalo ·
21 Lappalainen ·
22 Raitala ·
23 Jaakola ·
24 Valakari ·
25 Ivanov ·
26 Forss ·
Coach: Kanerva